# Diman
Diman (nep. दिमान) – gaun wikas samiti we wschodniej części Nepalu w strefie Sagarmatha w dystrykcie Saptari. Według nepalskiego spisu powszechnego z 2001 roku liczył on 666 gospodarstw domowych i 3933 mieszkańców (1868 kobiet i 2065 mężczyzn).